# Salih ibn Tarif
Salih ibn Tarif (in arabo صالح بن طريف‎?; fl. IX secolo) è stato un sovrano e profeta berbero.
Secondo re del regno berbero dei Banu Barghawata, si autoproclamò profeta di una nuova religione.
Secondo le fonti di Ibn Khaldun, ha affermato di aver ricevuto una nuova rivelazione da Dio, con 80 capitoli. Ha stabilito le leggi per il suo popolo, ed è stato chiamato da loro "Salih al-Mu'minin" (Restauratore dei Credenti). Questa rivelazione è sostenuto che sia stata scritta in lingua berbera, ed è chiamata Corano in berbero (Lqeran).
All'età di 47 anni andò al regno dell'est, e promise al suo popolo di ritornare. Durante la sua assenza i suoi familiari diffusero la religione rivelata da dio.
La religione rivelata a Salih ibn Tarif cambia alcune regole dell'Islam come ad esempio: il digiuno è posto nel mese di Rajab (7 ° mese del calendario lunare), invece di Ramadan (9º mese), dieci preghiere obbligatorie al giorno invece di cinque, differenze su come eseguire le abluazioni e divieto di matrimonio tra cugini.
La religione promossa da Salih fu vietata nell'XI secolo dagli Almoravidi.